# New Gold Dream (81,82,83,84)
Albums de Simple Minds
Sister Feelings Call
(1981) Sparkle in the Rain
(1984)
Singles
1. Promised You a Miracle
Sortie : 2 avril 1982
2. Glittering Prize
Sortie : 16 août 1982
3. Someone Somewhere (In Summertime)
Sortie : novembre 1982

New Gold Dream (81,82,83,84) est le sixième album studio des Simple Minds. Sorti en 1982, cet album marque le début d'une période de grand succès international. Il est marqué par l'absence du batteur original Brian McGee. On y remarque[style à revoir] l'arrivée de Mel Gaynor et la présence de Herbie Hancock.
Il fait office d'album charnière entre la période cold wave expérimentale et froide encore sous l'influence de David Bowie et leur période de succès commercial et international qui se poursuit jusqu'en 1991. En effet, certaines chansons comme Glittering Prize ou encore Promised You a Miracle semblent être faites pour embrasser un succès commercial (et cela a réussi), tandis que d'autres chansons comme New Gold Dream (81,82,83,84) ou encore Hunter and the Hunted sont plus expérimentales.
Le batteur qui joue sur le titre Promised You a Miracle, sorti en single cinq mois avant l'album, est Kenny Hyslop (en) qui avait remplacé Brian McGee. Mais à la sortie du single, Kenny Hyslop avait déjà cédé sa place à Mike Ogletree (en), et c'est avec ce dernier que Simple Minds entre en studio pour l'enregistrement de l'album. Cependant, comme le style de jeu d'Ogletree ne correspond pas à ce que recherche le groupe, Mel Gaynor est engagé comme musicien de studio, et c'est lui qui joue de la batterie sur la plupart des morceaux.
Lorsque Mike Ogletree quitte le groupe en novembre 1982 pour rejoindre Fiction Factory, Mel Gaynor devient le batteur officiel de Simple Minds.

## Titres
Toutes les chansons sont écrites et composées par Simple Minds.
| 1. | Someone, Somewhere (In Summertime) | 4:36 |
| 2. | Colours Fly and Catherine Wheel    | 3:49 |
| 3. | Promised You a Miracle             | 4:28 |
| 4. | Big Sleep                          | 5:00 |
| 5. | Somebody Up There Likes You        | 5:02 |

| 6. | New Gold Dream (81-82-83-84)   | 5:39 |
| 7. | Glittering Prize               | 4:33 |
| 8. | Hunter and the Hunted          | 5:55 |
| 9. | King Is White and in the Crowd | 7:00 |

## Musiciens

### Simple Minds
- Jim Kerr : chant
- Charlie Burchill : guitares
- Michael MacNeil : claviers, piano, accordéon
- Derek Forbes : basse

### Musiciens supplémentaires
- Mel Gaynor : batterie (1, 4, 6 à 9)
- Kenny Hyslop : batterie (3)
- Mike Ogletree : batterie (2, 5, 6)
- Herbie Hancock : claviers (8)
- Sharon Campbell : voix (1, 7)